# Медоу-Гроув (Небраска)
Медоу-Гроув (англ. Meadow Grove) — селище (англ. village) в США, в окрузі Медісон штату Небраска. Населення — 287 осіб (2020).

## Географія
Медоу-Гроув розташований за координатами 42°1′44″ пн. ш. 97°44′10″ зх. д. / 42.02889° пн. ш. 97.73611° зх. д. (42.029007, -97.736040).  За даними Бюро перепису населення США в 2010 році селище мало площу 0,79 км², уся площа — суходіл.

## Демографія
Згідно з переписом 2010 року, у селищі мешкала 301 особа в 134 домогосподарствах у складі 76 родин. Густота населення становила 381 особа/км².  Було 154 помешкання (195/км²).
Расовий склад населення:
| - 95,7 % — білих - 1,3 % — корінних американців - 0,3 % — чорних або афроамериканців - 1,7 % — осіб інших рас |

До двох чи більше рас належало 1,0 %. Частка іспаномовних становила 3,7 % від усіх жителів.
За віковим діапазоном населення розподілялося таким чином: 21,9 % — особи молодші 18 років, 63,5 % — особи у віці 18—64 років, 14,6 % — особи у віці 65 років та старші. Медіана віку мешканця становила 39,8 року. На 100 осіб жіночої статі у селищі припадало 109,0 чоловіків;  на 100 жінок у віці від 18 років та старших — 109,8 чоловіків також старших 18 років.
Середній дохід на одне домашнє господарство  становив 44 029 доларів США (медіана — 41 250), а середній дохід на одну сім'ю — 52 477 доларів (медіана — 52 019). За межею бідності перебувало 16,0 % осіб, у тому числі 19,4 % дітей у віці до 18 років та 9,2 % осіб у віці 65 років та старших.
Цивільне працевлаштоване населення становило 152 особи. Основні галузі зайнятості: роздрібна торгівля — 20,4 %, освіта, охорона здоров'я та соціальна допомога — 17,1 %, оптова торгівля — 7,9 %, будівництво — 7,9 %.